# Пеппер, Барри
Барри Роберт Пеппер (англ. Barry Robert Pepper; род. 4 апреля 1970 года, Кэмпбелл Ривер, Британская Колумбия, Канада) — канадский актёр кино и телевидения. Известен благодаря роли Роберта Кеннеди в мини-сериале «Клан Кеннеди».

## Ранние годы
Пеппер родился в городке Кэмпбелл-Ривер, Британская Колумбия, Канада. Он провёл большую часть своего детства, путешествуя по миру на самодельном судне со своей семьёй. Его семья отправилась в кругосветное плавание, когда Барри было пять лет. Пеппер и его семья плавали близ Южных островов Тихого океана в течение пяти лет. Образование он получал в государственных школах и на заочных курсах. Увлекался регби, бейсболом, футболом, волейболом, велоспортом и боксом. Из-за отсутствия телевидения, семья использовала скетчи в качестве средства развлечения. Когда семья завершила свои путешествия, они вернулись в Канаду и основали магазин, названный Denman Island off Vancouver Island.

## Карьера
Пеппер наиболее известен по роли набожного снайпера, рядового Дэниела Джексона, в фильме «Спасти рядового Райана»; тюремного надзирателя Дина Стэнтона в фильме «Зелёная миля», Фрэнка Слоутери, лучшего друга главного героя, в фильме Спайка Ли «25-й час», афериста Тома Рипли в фильме «Возвращение мистера Рипли», журналиста Джозефа Л. Гэллоуэя в картине «Мы были солдатами», а также по главной роли в фильме «Поле битвы: Земля», где он играл в дуэте с Джоном Траволтой. Кроме того он снялся в роли знаменитого бейсболиста Роджера Мэриса в ленте Билли Кристала «61: История рекорда», гонщика Дейла Эрнхардта в фильме «3: История Дейла Эрнхардта», а также Дэна Морриса в фильме «Семь жизней», в котором играл в дуэте с Уиллом Смитом (это был их второй совместный фильм, после «Врага государства»). Помимо этого Пеппер появился в музыкальном видео группы Jagged Edge «Goodbye», а также озвучил Алекса Мерсера, главного героя видеоигры Prototype и капрала Данна, персонажа Call of Duty: Modern Warfare 2.
Пеппер получил премию «Золотая малина», как «худший актёр второго плана» за свою роль в фильме «Поле битвы: Земля». Актёр заявил, что если бы знал заранее, что выиграет эту награду, он бы с радостью принял её лично. Пеппер исполнил главную роль в психологическом триллере «Frost Road», который снял создатель Call Of Duty, Кейт Арем.

## Личная жизнь
Пеппер и его супруга Синди поженились в ноябре 1997 года. У них есть дочь, Энналайз, которая родилась 17 июня 2000 года.

## Фильмография
| Год       |     | Русское название                              | Оригинальное название                          | Роль                     |
| --------- | --- | --------------------------------------------- | ---------------------------------------------- | ------------------------ |
| 1992      | тф  | Киллер среди друзей                           | A Killer Among Friends                         | Мики Тернер              |
| 1993—1996 | с   | Мэдисон                                       | Madison                                        | Мик Фарли                |
| 1994      | с   | Мантис                                        | M.A.N.T.I.S.                                   | Джейсон Деркс            |
| 1994      | с   | Неоновый всадник                              | Neon Rider                                     | Джейсон                  |
| 1995      | с   | Горец                                         | Highlander: The Series                         | Майкл Кристиан           |
| 1995      | с   | Скользящие                                    | Sliders                                        | Скидд                    |
| 1995      | с   | Одинокий голубь                               | Lonesome Dove: The Series                      | Кэм                      |
| 1995      | тф  | Девочка Джонни                                | Johnny’s Girl                                  | Джимми Зи                |
| 1995      | ф   | —                                             | Urban Safari                                   | Рико                     |
| 1996      | с   | За гранью возможного                          | The Outer Limits                               | Тайсон Риддик            |
| 1996      | с   | Часовой                                       | The Sentinel                                   | Курт Хессман             |
| 1996      | с   | Вайпер                                        | Viper                                          | Джонни Ходж              |
| 1996      | с   | Титаник                                       | Titanic                                        | Брайд                    |
| 1996      | тф  | —                                             | Toe Tags                                       | Твинки                   |
| 1996      | с   | Одинокая голубка                              | Lonesome Dove: The Outlaw Years                | Джейк                    |
| 1997      | тф  | Мёртвая тишина                                | Dead Silence                                   | офицер в аэропорту       |
| 1998      | ф   | Огненный шторм                                | Firestorm                                      | Пэкер                    |
| 1998      | ф   | Спасти рядового Райана                        | Saving Private Ryan                            | рядовой Дэниел Джексон   |
| 1998      | ф   | Враг государства                              | Enemy of the State                             | Дэвид Прэтт              |
| 1999      | ф   | Зелёная миля                                  | The Green Mile                                 | Дин Стэнтон              |
| 2000      | ф   | Поле битвы: Земля                             | Battlefield Earth                              | Джонни Гудбой Тайлер     |
| 2000      | ф   | Падшие                                        | We All Fall Down                               | Джон                     |
| 2001      | тф  | 61: История рекорда                           | 61*                                            | Роджер Мэрис             |
| 2001      | ф   | Вышибалы                                      | Knockaround Guys                               | Мэтти Демарет            |
| 2002      | ф   | Мы были солдатами                             | We Were Soldiers                               | Джозеф Гэллоуэй          |
| 2002      | ф   | 25-й час                                      | 25th Hour                                      | Фрэнк Слотери            |
| 2003      | ф   | Идущий по снегу                               | The Snow Walker                                | Чарли Холлидей           |
| 2004      | тф  | 3: История Дейла Эрнхардта                    | 3: The Dale Earnhardt Story                    | Дейл Эрнхардт            |
| 2005      | ф   | Три могилы                                    | The Three Burials of Melquiades Estrada        | Майк Нортон              |
| 2005      | док | Путешествие на Луну 3D                        | Magnificent Desolation: Walking on the Moon 3D | Джон Янг                 |
| 2005      | ф   | Возвращение мистера Рипли                     | Ripley Under Ground                            | Том Рипли                |
| 2006      | ф   | Флаги наших отцов                             | Flags of Our Fathers                           | Майк Стренк              |
| 2006      | ф   | 5 неизвестных                                 | Unknown                                        | Уильям Коулс             |
| 2008      | ф   | Семь жизней                                   | Seven Pounds                                   | Дэн                      |
| 2009      | ф   | Как одуванчики                                | Like Dandelion Dust                            | Рип Портер               |
| 2009      | ки  | —                                             | Prototype                                      | Алекс Мерсер             |
| 2009      | ф   | Принцесса Каюлани                             | Princess Ka’iulani                             | Лоррин Терстон           |
| 2009      | ки  | —                                             | Call of Duty: Modern Warfare 2                 | капрал Данн              |
| 2010      | тф  | Когда любви недостаточно: История Лоис Уилсон | When Love Is Not Enough: The Lois Wilson Story | Билл Уилсон              |
| 2010      | ф   | Казино Джек                                   | Casino Jack                                    | Майкл Скенлон            |
| 2010      | ф   | Железная хватка                               | True Grit                                      | Нед «Счастливчик» Пеппер |
| 2011      | с   | Клан Кеннеди                                  | The Kennedys                                   | Роберт Кеннеди           |
| 2013      | ф   | Город порока                                  | Broken City                                    | Джек Вэллиант            |
| 2013      | ф   | Стукач                                        | Snitch                                         | агент Купер              |
| 2013      | ф   | Одинокий рейнджер                             | The Lone Ranger                                | капитан Джей Фуллер      |
| 2014      | ф   | Убить гонца                                   | Kill the Messenger                             | Расселл Додсон           |
| 2015      | ф   | Бегущий в лабиринте: Испытание огнём          | Maze Runner: The Scorch Trials                 | Винс                     |
| 2016      | ф   | Монстр-траки                                  | Monster Trucks                                 | шериф Рик Ловик          |
| 2017      | ф   | Урожай Дьявола                                | Bitter Harvest                                 | Ярослав                  |
| 2018      | ф   | Бегущий в лабиринте: Лекарство от смерти      | The Maze Runner: The Death Cure                | Винс                     |
| 2019      | ф   | Капкан                                        | Crawl                                          | Дейв Келлер              |
| 2019      | ф   | Раскрашенная птица                            | Nabarvené ptáče                                | Митка                    |
| 2019      | ф   | Кокаиновый барон                              | Running with the Devil                         | босс                     |
| 2021      | ф   | Неспящие                                      | Awake                                          |                          |

## Награды и номинации
| Награда                        | Год  | Категория                                         | Название работы                               | Результат |
| ------------------------------ | ---- | ------------------------------------------------- | --------------------------------------------- | --------- |
| Золотой глобус                 | 2002 | Лучшая мужская роль в мини-сериале или телефильме | 61: История рекорда                           | Номинация |
| Эмми                           | 2001 | Лучшая мужская роль в мини-сериале или телефильме | 61: История рекорда                           | Номинация |
| Эмми                           | 2011 | Лучшая мужская роль в мини-сериале или телефильме | Клан Кеннеди                                  | Победа    |
| Независимый дух                | 2006 | Лучшая мужская роль второго плана                 | Три могилы                                    | Номинация |
| Спутник                        | 2010 | Лучшая мужская роль в мини-сериале или телефильме | Когда любви недостаточно: История Лоис Уилсон | Номинация |
| Премия Гильдии киноактёров США | 1999 | Лучший актёрский состав в игровом кино            | Спасти рядового Райана                        | Номинация |
| Премия Гильдии киноактёров США | 2000 | Лучший актёрский состав в игровом кино            | Зелёная миля                                  | Номинация |
| Премия Гильдии киноактёров США | 2005 | Лучшая мужская роль в телефильме или мини-сериале | 3: История Дейла Эрнхардта                    | Номинация |
| Золотая малина                 | 2001 | Худшая мужская роль второго плана                 | Поле битвы: Земля                             | Победа    |